# 基舍爾季區

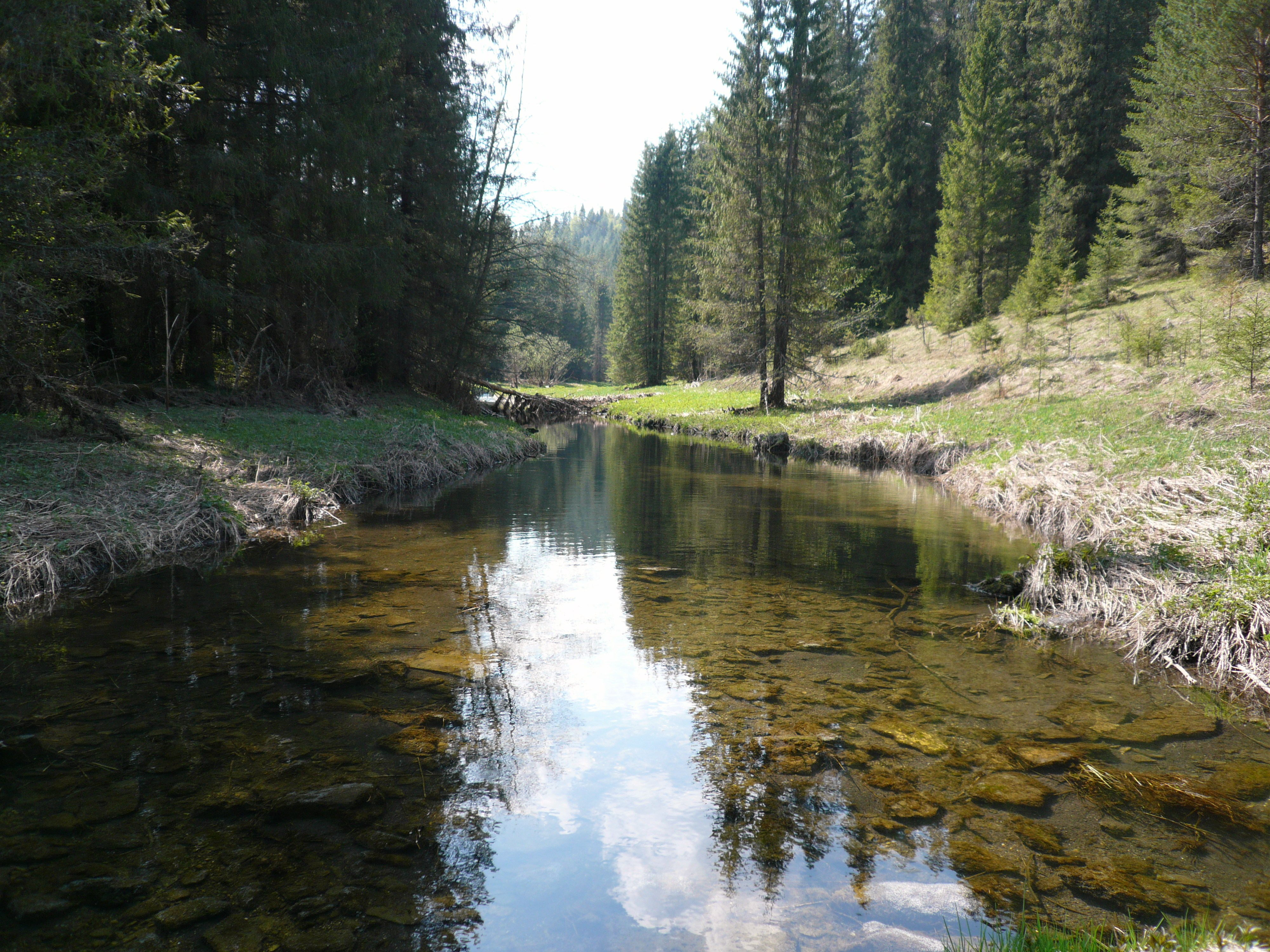

57°21′11″N 57°37′34″E / 57.353°N 57.626°E
基舍爾季區（俄语：Кишертский район），是俄羅斯的一個區，位於該國中西部，由彼爾姆邊疆區負責管轄，始建於1924年1月15日，面積1,400平方公里，2010年人口12,777，人口密度每平方公里9.13人。